# Towarzystwo Wykładów Naukowych im. Petra Mohyły
Towarzystwo Wykładów Naukowych im. Petra Mohyły – ukraińska organizacja naukowa, założona we Lwowie w 1908.
Powstało z zamiarem propagowania wiedzy z różnych dziedzin nauki, z inicjatywy Ołeksandra Kolessy. Towarzystwo miało 7 filii we Lwowie, Przemyślu, Rohatynie, Samborze, Sokalu, Stanisławowie i Tarnopolu.
Towarzystwo działało bardzo prężnie – w ciągu pierwszych czterech lat istnienia zorganizowano ponad 400 wykładów naukowych i popularnonaukowych. Towarzystwo w popularyzacji wiedzy współpracowało z towarzystwami mieszczańskimi „Zoria”, „Miszczańskie Bractwo”, „Syła”, „Lwiw-Ruś”, jak również we współpracy w Proswitą zorganizowało kursy oświatowe podobne do uniwersytetów ludowych.
Od 1929 najaktywniejsza – lwowska – filia Towarzystwa stała się z inicjatywy Stepana Ochrymowycza legalną formą działalności SUMN. Działano w niej nad rozszerzeniem i popularyzacją wiedzy na temat bitwy pod Krutami, jak również rozwijano działania kulturalno-oświatowe w kołach „Proswity” i zrzeszeniach rzemieślniczych.
Towarzystwo działało do czasu rozpoczęcia II wojny światowej.

## Przewodniczący Towarzystwa
- Ołeksandr Kołessa
- Wasyl Szurat
- W. Kuczer
- I. Swiencicki
- D. Łukhianowycz

## Literatura
- Енциклопедія українознавства, Lwów 1993, t. 9, s. 3226